# Miguel Ablóniz
Miguel Ablóniz, nato Michelis Ablonitis (Il Cairo, 29 maggio 1917 – Acqui Terme, 19 luglio 2001), è stato un chitarrista e compositore greco naturalizzato italiano.
Studiò con il famoso maestro spagnolo Emilio Pujol, e dopo una breve attività concertistica si dedicò intensamente all'insegnamento della chitarra e alla composizione. Nei primi anni '50 si stabilì a Milano, dove rimase per vari decenni.
Ebbe grande fortuna in qualità di didatta: le sue idee sulla tecnica e sull'estetica esecutiva si rivelarono influenti nel panorama internazionale della chitarra; tenne rinomati masterclass annuali a New York, e fu maestro di importanti musicisti come Aldo Minella e Riccardo Zappa. Fu anche un autorevole musicologo. Scrisse regolarmente per alcune delle principali riviste di chitarra (La chitarra, Arte chitarristica, Guitar Review); nelle sue ricerche stabilì che un Preludio del repertorio di Francisco Tárrega era la trascrizione di un brano pianistico di Schumann.
Compose molti brani originali, affiancati da un gran numero di trascrizioni per chitarra, oltre a svariati libri didattici. Collaborò principalmente con la casa editrice Ricordi. Fra le sue opere più famose vi sono il Tanguillo (dedicato a Romolo Ferrari), i Tres ritmos sudamericanos, i Pezzi ricreativi e la Pequeña Romanza.